# Лямин, Кирилл Константинович
Кирилл Константинович Лямин (род. 17 мая 1996) — российский легкоатлет, специалист по бегу на короткие дистанции. Выступал на профессиональном уровне в 2015—2023 годах, чемпион России в эстафете 400+300+200+100 метров, победитель и призёр ряда крупных всероссийских стартов. Представлял Курскую область. Мастер спорта России.

## Биография
Кирилл Лямин родился 17 мая 1996 года. Занимался лёгкой атлетикой в Курске, проходил подготовку под руководством тренера Е. К. Прошина.
В 2015 году на юниорском всероссийском первенстве в Чебоксарах установил свои личные рекорды в беге на 100 и 200 метров — 11,08 и 21,13 соответственно. Стартовал на взрослом чемпионате России в Чебоксарах.
В 2016 году на чемпионате России по эстафетному бегу в Адлере с командой Курской области одержал победу в программе шведской эстафеты 400+300+200+100 метров.
В 2017 году в беге на 400 метров превзошёл всех соперников на молодёжном всероссийском первенстве в Саранске, в эстафете 4×400 метров стал шестым на чемпионате России в Жуковском. На эстафетном чемпионате России в Адлере взял бронзу в эстафете 800+400+200+100 метров.
В 2018 году в 400-метровой дисциплине финишировал шестым на молодёжном всероссийском первенстве в помещении в Санкт-Петербурге, принял участие в зимнем чемпионате России в Москве и летнем чемпионате России в Казани, завоевал бронзовую награду на Спартакиаде в Саранске.
На турнире «Русская зима» 2019 года в Москве установил свой личный рекорд в беге на 400 метров в помещении — 47,11. Выступил также на Мемориале братьев Знаменских в Жуковском, на чемпионате России в Чебоксарах и на командном чемпионате России в Сочи.
В 2020 году стал бронзовым призёром на Кубке Белгорода, победил на всероссийском старте в Орле, был пятым на зимнем чемпионате России в Москве, выиграл бронзовую медаль на летнем чемпионате России в Челябинске, победил в эстафете 4×400 метров на командном чемпионате России в Сочи.
В 2021 году завоевал бронзовые награды на зимнем чемпионате России в Москве и на летнем чемпионате России в Чебоксарах. Во втором случае установил личный рекорд в беге на 400 метров на открытом стадионе — 46,47.
В 2022 году одержал победу на Кубке Белгорода, выступил на зимнем чемпионате России в Москве, на командном чемпионате России в Сочи, на Мемориале братьев Знаменских в Москве, на Кубке России в Брянске и на летнем чемпионате России в Чебоксарах.
В 2023 году получил серебро на всероссийском старте в Орле, отметился выступлением на зимнем чемпионате России в Москве.